# Gutshaus Steglitz

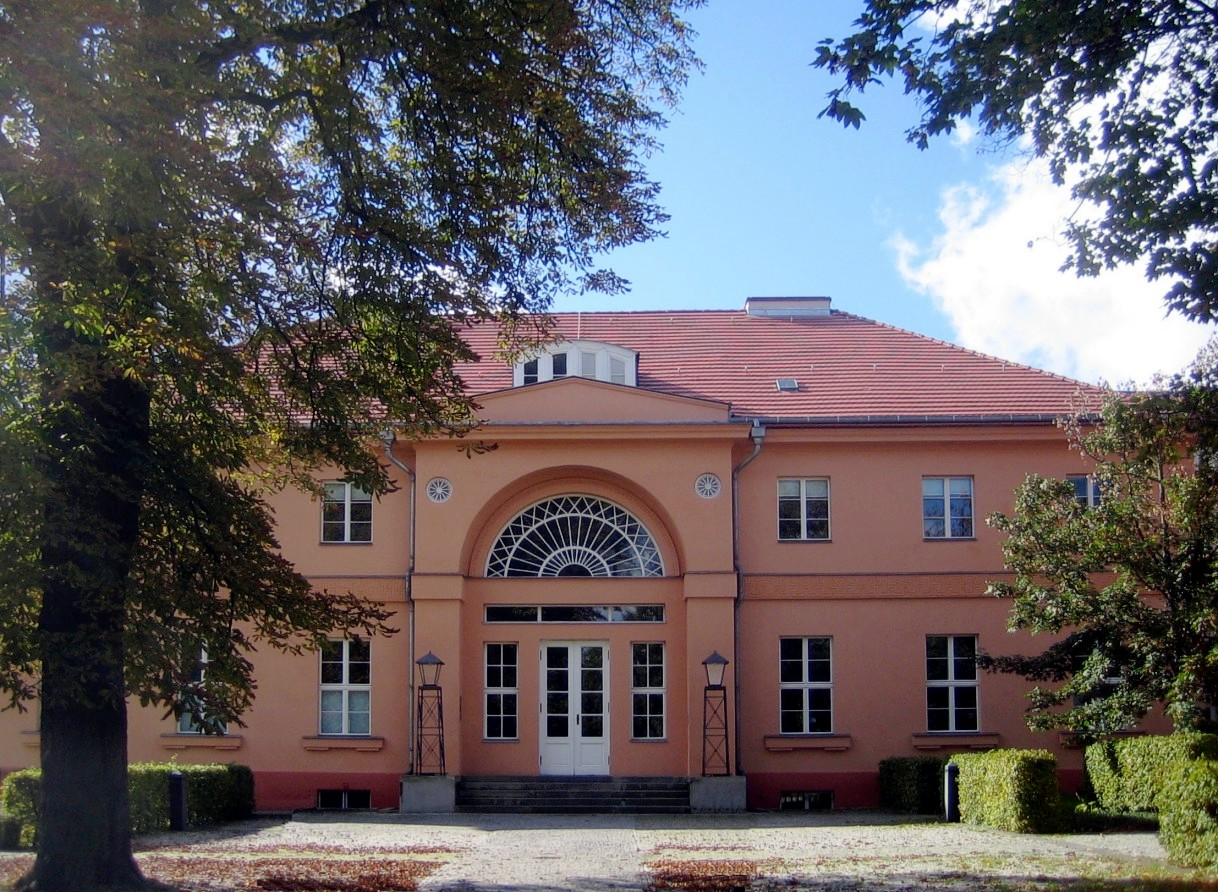
Gutshaus Steglitz

Das Gutshaus Steglitz, auch Wrangelschlösschen genannt, ist ein zwischen 1795 und 1808 erbautes Landhaus im klassizistischen Stil im Berliner Ortsteil Steglitz des Bezirks Steglitz-Zehlendorf. Das als Herrenhaus errichtete Gebäude trägt die Adresse Schloßstraße 48 und beherbergt in einem Nebengebäude das Schlosspark Theater sowie einen Kinosaal. Es zählt zu den letzten erhaltenen Bauzeugnissen des preußischen Frühklassizismus und ist seit 1923 denkmalgeschützt.

## Lage
Das Gutshaus Steglitz wurde als repräsentatives Gebäude im Zentrum des alten Dorfes Steglitz in zwei Bauphasen errichtet. Es steht am südwestlichen Ende der Steglitzer Schloßstraße (Hausnummer 48), einer bekannten und beliebten Einkaufsstraße des Ortsteils und war für diese namensgebend. Es befindet sich direkt neben einer großen verkehrsreichen Kreuzung mit einer Anschlussstelle zur Autobahn 103.

## Geschichte und Namensgebung

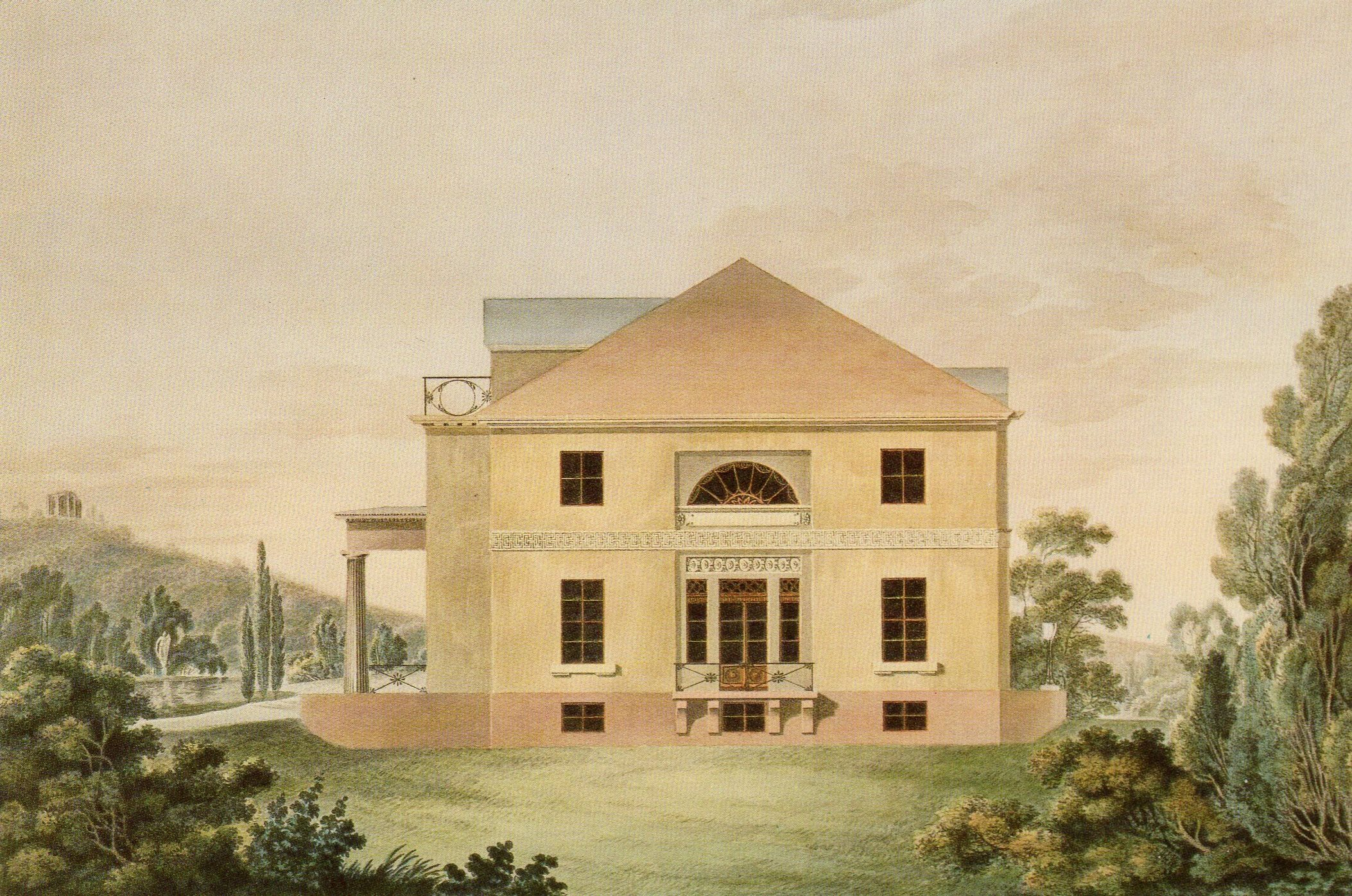
Ansicht der Schmalseite des Steglitzer Herrenhauses im Jahr 1808 (Aquarell)

Ende des 18. Jahrhunderts hatte König Friedrich Wilhelm II. den Auftrag gegeben, die Berlin-Potsdamer Chaussee anzulegen, eine gepflasterte Kunststraße, die als erste moderne Chaussee im Königreich Preußen gilt. Die später als Provinzialchaussee Berlin-Potsdam bezeichnete Straße passierte den Dorfkern von Steglitz und machte in Höhe der heutigen Wrangelstraße einen markanten Knick. Dort ließ David Gilly auf dem Hof eines alten Ritterguts in den Jahren 1795–1801 ein erstes Gutshaus errichten. Bis zum Rohbau ausgeführt, erwarb Kabinettsrat Carl Friedrich von Beyme, der spätere Großkanzler und Justizminister, die Immobilie und baute das Gutshaus bis 1808 unter der Leitung von Heinrich Gentz fertig, vor allem wurde das Erdgeschoss abweichend von den ursprünglichen Plänen verändert.
Im April 1871 benannte die Gemeinde die Provinzialchaussee in Schloßstraße um, wobei deren südlicher Teil am Gutshaus Steglitz noch den Namen Lichterfelder Chaussee trug. Seit der reichsweiten Nummerierung der Fernverkehrsstraßen 1932 (ab 1934 Reichsstraßen) war die Schloßstraße Teil der Reichsstraße 1 und später der Bundesstraße 1.

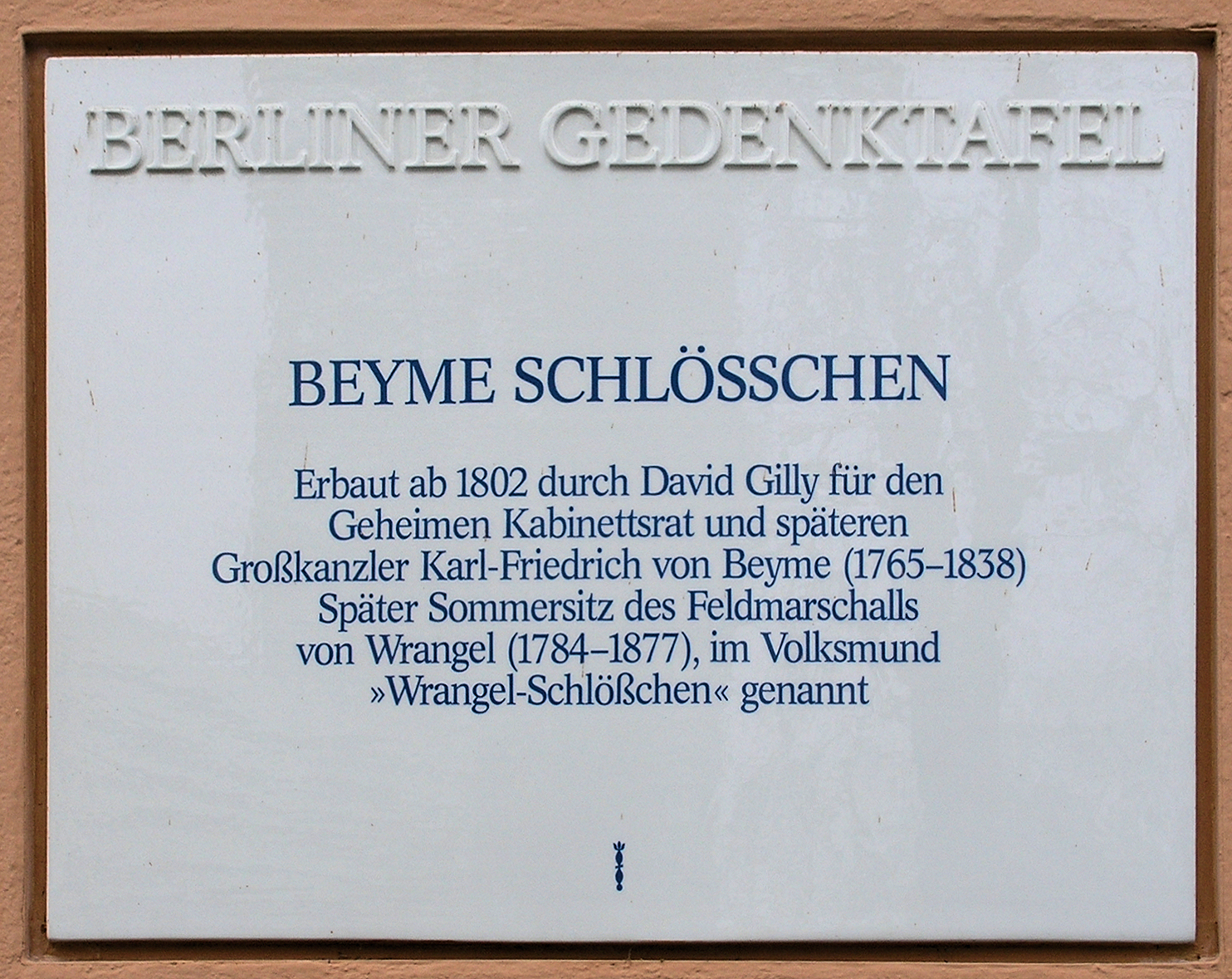
Berliner Gedenktafel am Haus Schloßstraße 48

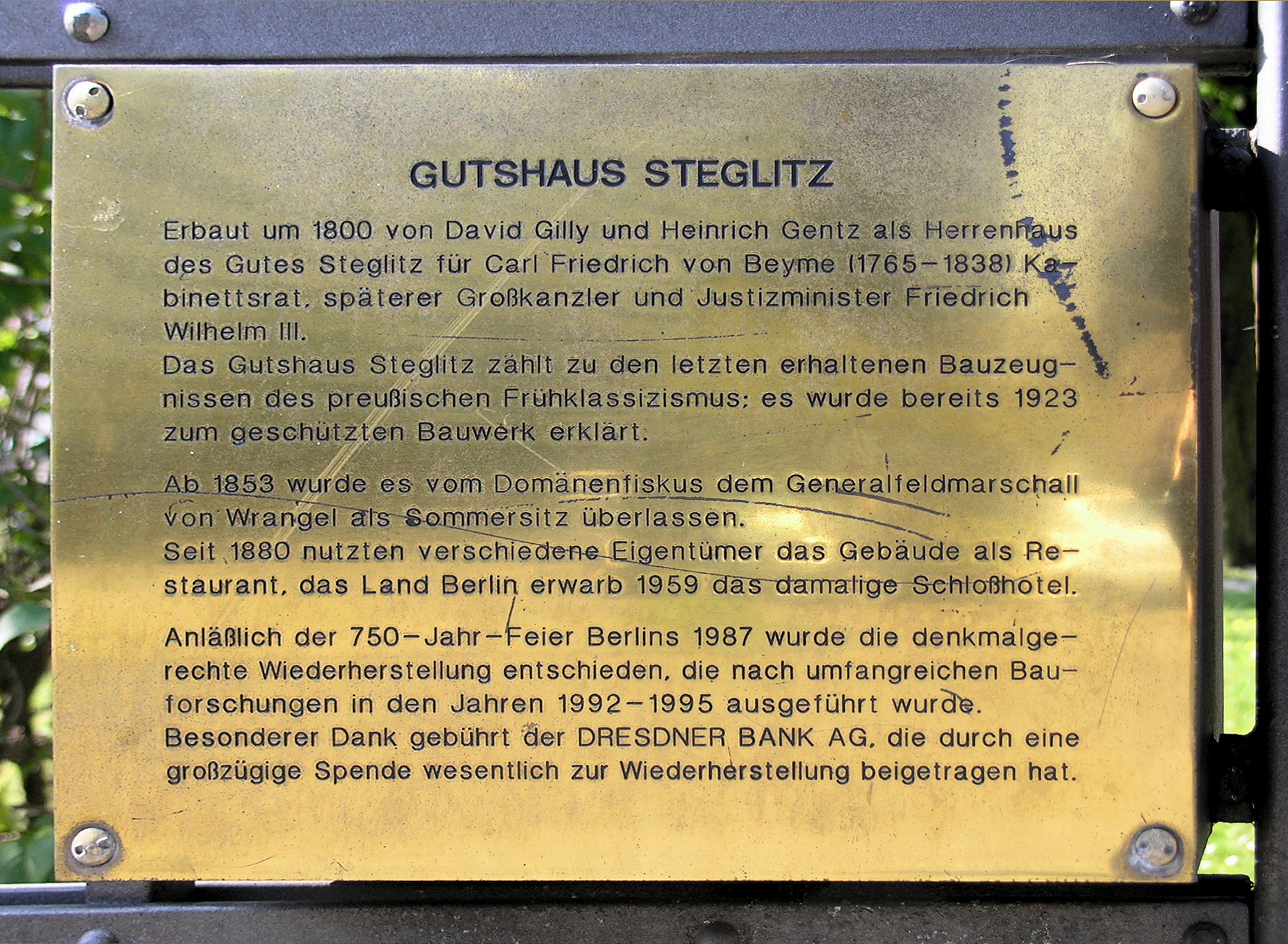
Gedenktafel am Gutshaus Steglitz

Aufgrund seines Bauherren und Besitzers bekam das Gutshaus den Beinamen Beyme-Schlösschen. Beyme wurde dafür bekannt, dass er Land an seine Bauern verschenkte. Nach seinem Tod 1838 verkaufte Beymes Tochter, Charlotte von Gerlach (1792–1870), das Gut an den Staat. Das Land wurde in Parzellen aufgeteilt, ab 1848 an Bauwillige verkauft und schrittweise bebaut. Das Gutshaus blieb im Besitz des Staates, der es verdienten Persönlichkeiten zur Nutzung als Wohnsitz anbot: Generalleutnant Friedrich Wilhelm von Rauch, Generalleutnant Friedrich Graf von Brühl und 1853 Generalfeldmarschall Friedrich Heinrich Ernst Graf von Wrangel, der an der Niederschlagung der Deutschen Revolution 1848/1849 beteiligt war. Wrangel machte des Öfteren einen Sommeraufenthalt in dem – weiterhin in fiskalischem Besitz befindlichen – Gutshaus in Steglitz. Obwohl das Gebäude ein Herrenhaus war, nannte es der Volksmund aufgrund seiner schönen Erscheinung Schloss, wodurch sich der Beiname Wrangelschlösschen ergab. Eine angrenzende Straße erhielt etwa 1880 den Namen Wrangelstraße.
Der Staat verkaufte nach dem Tode Wrangels (1877) das Gebäude. Die wechselnden Eigentümer ließen im Laufe der Jahrzehnte verschiedene An- und Umbauten entsprechend den Anforderung an die Nutzung des Hauses vornehmen. Hierzu gehörten die Einrichtung von Logierzimmern im Obergeschoss sowie der Dachausbau zu Wohnungen. Unter anderem wurde 1880 über dem östlichen Haupteingang ein Balkon angebaut und 1904 entstand ein Wintergarten als westlicher Fachwerkanbau.
Im Jahr 1920 wurden im Berliner Adressbuch die Haackschen Erben als Eigentümer ausgewiesen. Seit 1921 ist das Schlosspark Theater im vormaligen Wirtschaftstrakt untergebracht. Bereits 1923 wurde das Gebäude unter Denkmalschutz gestellt.
Nach dem Zweiten Weltkrieg nutzten die US-Besatzungstruppen das Gebäude. Sie ließen das Schlösschen zu einem Offiziersclub umbauen (Lightning Lounge) inklusive einer Nutzung als Hotel- und Restaurantbetrieb. Im Jahr 1958 erwarb das Land Berlin das Bauensemble von den Amerikanern. Die Verwaltung erfolgt seitdem durch das örtliche Bezirksamt.
Von 1992 bis 1995 wurde das Gutshaus mit einem Aufwand von rund 16 Millionen Mark (kaufkraftbereinigt in heutiger Währung: rund 13,73 Millionen Euro) denkmalgerecht wiederhergestellt. Bei diesen Arbeiten orientierte sich die Bauleitung weitestgehend an den Bauplänen von Gilly, An- und Umbauten wurden entfernt. Den Umbauarbeiten mit umfangreichen Bauuntersuchungen und Restaurierungsarbeiten verdankt der Denkmalschutz wesentliche Erkenntnisse über die Bauhistorie des Gebäudes.

## Architektur

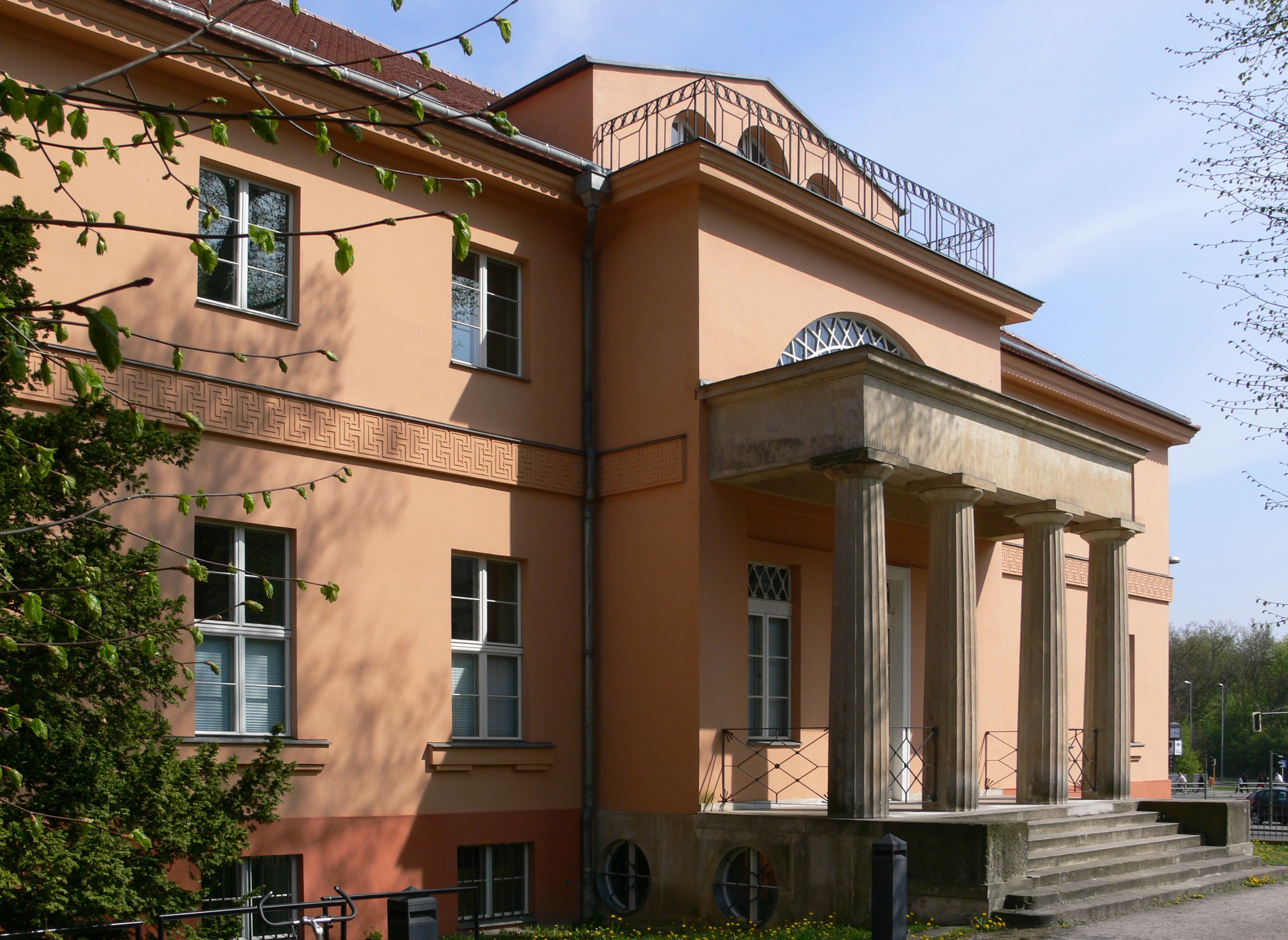
Gartenseite

Das palaisartige Gutshaus ist 29,9 m lang, 15 m breit (unter Einbeziehung der vorderen und hinteren Zugänge 22 m) und ist ein zweiflügeliger Putzbau mit zwei Etagen. Die Etagen sind durch einen mäanderförmigen Fries optisch getrennt, das Gebäude wird durch ein flaches Walmdach abgeschlossen. Der Mittelrisalit an der straßenabgewandten Seite wird durch einen Portikus mit griechisch-dorischen Säulen und durch  sprossengegliederte Rundbogenfenster gebildet. Der Risalit springt in Höhe der Traufe zur Veranda zurück, im Dachbereich darüber befinden sich drei Rundbogenfenster. An der Schloßstraße akzentuiert ein Blendfeld die bauliche Mittelachse. Der Mittelbereich des Hauses zeigt die typische Abfolge eines Palais: ein Vestibül mit Treppe und ein runder Gartensaal.
Dem Gutshaus angebaut ist ein früheres Wirtschaftsgebäude, das in den 1920er Jahren zu einem kleinen Theater mit dem Namen Schlosspark Theater umgestaltet worden ist und inzwischen von Dieter Hallervorden betrieben wird. Der Portikus des Theaterteils entstand 1920/1921 nach Plänen des Architekten Hans Heinrich Müller. Im Garten der Anlage befindet sich auch ein Kino.